# Grand Prix Formule 1 van Frankrijk 1974
De Grand Prix Formule 1 van Frankrijk 1974 werd gehouden op 7 juli 1974 in Dijon.

## Uitslag
| Positie | Nummer | Rijder                | Team              | Ronden | Tijd/Opgave | Startplaats | Punten |
| ------- | ------ | --------------------- | ----------------- | ------ | ----------- | ----------- | ------ |
| 1       | 1      | Ronnie Peterson       | Lotus-Ford        | 80     | 1:21:55.02  | 2           | 9      |
| 2       | 12     | Niki Lauda            | Ferrari           | 80     | + 20.36     | 1           | 6      |
| 3       | 11     | Clay Regazzoni        | Ferrari           | 80     | + 27.84     | 4           | 4      |
| 4       | 3      | Jody Scheckter        | Tyrrell-Ford      | 80     | + 28.11     | 7           | 3      |
| 5       | 2      | Jacky Ickx            | Lotus-Ford        | 80     | + 37.54     | 13          | 2      |
| 6       | 6      | Denny Hulme           | McLaren-Ford      | 80     | + 38.14     | 11          | 1      |
| 7       | 33     | Mike Hailwood         | McLaren-Ford      | 79     | + 1 Ronde   | 6           |        |
| 8       | 4      | Patrick Depailler     | Tyrrell-Ford      | 79     | + 1 Ronde   | 9           |        |
| 9       | 20     | Arturo Merzario       | Iso Marlboro-Ford | 79     | + 1 Ronde   | 15          |        |
| 10      | 14     | Jean-Pierre Beltoise  | BRM               | 79     | + 1 Ronde   | 17          |        |
| 11      | 10     | Vittorio Brambilla    | March-Ford        | 79     | + 1 Ronde   | 16          |        |
| 12      | 17     | Jean-Pierre Jarier    | Shadow-Ford       | 79     | + 1 Ronde   | 12          |        |
| 13      | 26     | Graham Hill           | Lola-Ford         | 78     | + 2 Ronden  | 21          |        |
| 14      | 37     | François Migault      | BRM               | 78     | + 2 Ronden  | 22          |        |
| 15      | 27     | Guy Edwards           | Lola-Ford         | 77     | + 3 Ronden  | 20          |        |
| 16      | 28     | John Watson           | Brabham-Ford      | 76     | + 4 Ronden  | 14          |        |
| NF      | 5      | Emerson Fittipaldi    | McLaren-Ford      | 27     | Motor       | 5           |        |
| NF      | 7      | Carlos Reutemann      | Brabham-Ford      | 24     | Handling    | 8           |        |
| NF      | 19     | Jochen Mass           | Surtees-Ford      | 4      | Koppeling   | 18          |        |
| NF      | 16     | Tom Pryce             | Shadow-Ford       | 1      | Botsing     | 3           |        |
| NF      | 15     | Henri Pescarolo       | BRM               | 1      | Koppeling   | 19          |        |
| NF      | 24     | James Hunt            | Hesketh-Ford      | 0      | Botsing     | 10          |        |
| NQ      | 22     | Vern Schuppan         | Ensign-Ford       |        |             |             |        |
| NQ      | 8      | Rikky von Opel        | Brabham-Ford      |        |             |             |        |
| NQ      | 34     | Carlos Pace           | Brabham-Ford      |        |             |             |        |
| NQ      | 21     | Jean-Pierre Jabouille | Iso Marlboro-Ford |        |             |             |        |
| NQ      | 9      | Hans Joachim Stuck    | March-Ford        |        |             |             |        |
| NQ      | 18     | José Dolhem           | Surtees-Ford      |        |             |             |        |
| NQ      | 23     | Leo Kinnunen          | Surtees-Ford      |        |             |             |        |
| NQ      | 43     | Gerard Larrousse      | Brabham-Ford      |        |             |             |        |

## Statistieken
| Pole-position | Niki Lauda     | Ferrari      | 0:58.79 |
| Snelste ronde | Jody Scheckter | Tyrrell-Ford | 1:00.00 |

## Noot
- Dit was het debuut van de Franse coureurs José Dolhem en (toekomstig Grand Prix-winnaar) Jean-Pierre Jabouille.
- Vijfde pole position en vijfde podiumplaats voor Niki Lauda.
- Eerste snelste ronde voor Jody Scheckter en voor een Zuid-Afrikaanse coureur.

1906 · 1907 · 1908 · 1912 · 1913 · 1914 · 1921 · 1922 · 1923 · 1924 · 1925 · 1926 · 1927 · 1928 · 1929 · 1930 · 1931 · 1932 · 1933 · 1934 · 1935 · 1936 · 1937 · 1938 · 1939 · 1947 · 1948 · 1949 · 1950 · 1951 · 1952 · 1953 · 1954 · 1956 · 1957 · 1958 · 1959 · 1960 · 1961 · 1962 · 1963 · 1964 · 1965 · 1966 · 1967 · 1968 · 1969 · 1970 · 1971 · 1972 · 1973 · 1974 · 1975 · 1976 · 1977 · 1978 · 1979 · 1980 · 1981 · 1982 · 1983 · 1984 · 1985 · 1986 · 1987 · 1988 · 1989 · 1990 · 1991 · 1992 · 1993 · 1994 · 1995 · 1996 · 1997 · 1998 · 1999 · 2000 · 2001 · 2002 · 2003 · 2004 · 2005 · 2006 · 2007 · 2008 · 2018 · 2019 · 2021 · 2022